# Антуан Ескалін дез Емар
Антуан Ескалін дез Емар (фр. Antoine Escalin des Aimars; 1516 — 1578), також відомий як капітан Полін, а пізніше як барон де Ла-Гард-Адемар (фр. baron de La Garde-Adhémar) — посол Французького королівства в Османській імперії з 1541 по 1547 рік і генерал галер (фр. Général des Galères) з 1544 року.

## Італійські війни
Під час італійських воєн у П'ємонті Антуан Ескалін, як здібний офіцер французької армії був помічений французьким військовим діячом і дипломатом Гійомом дю Беле.

## Османський союз

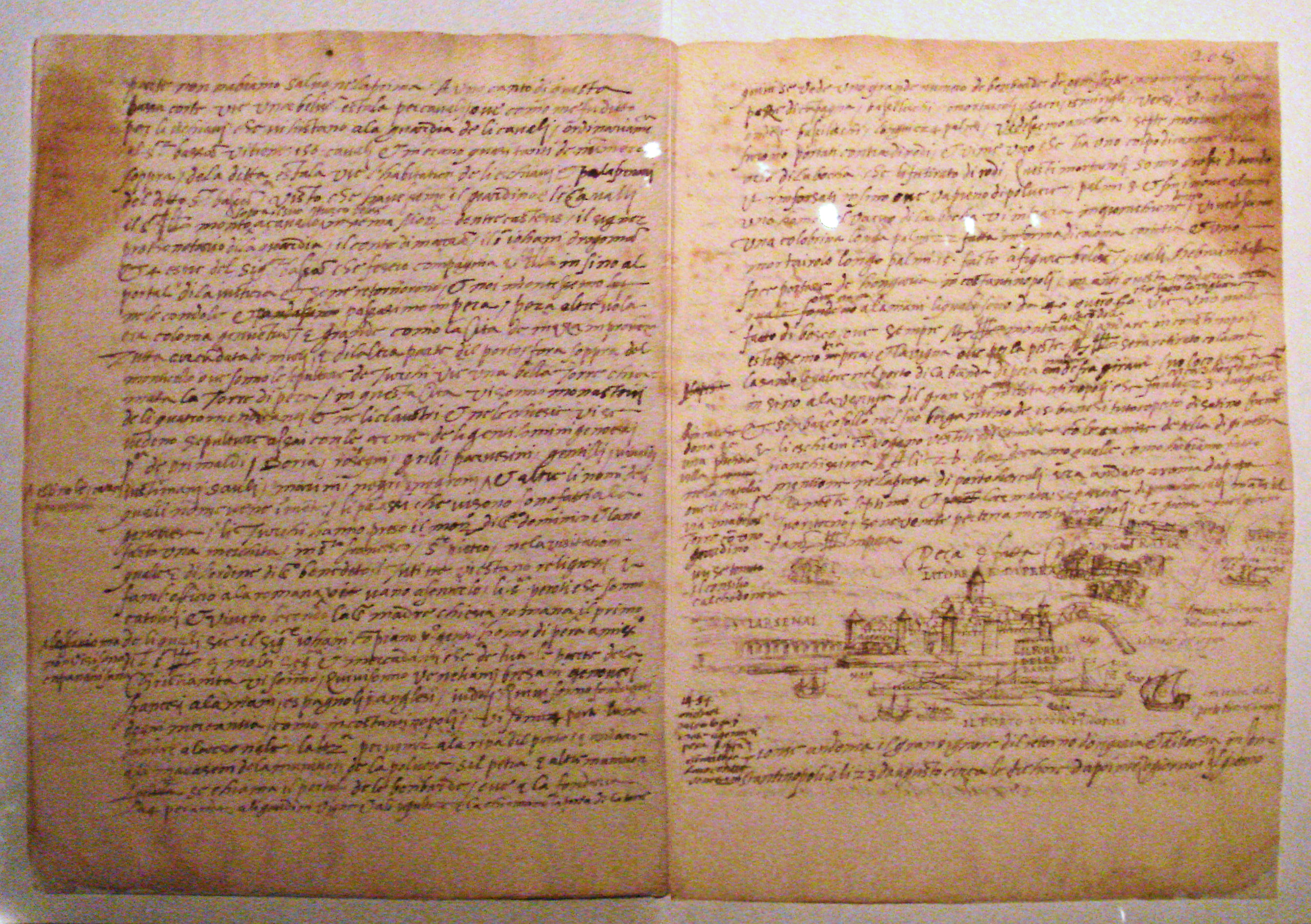
Джером Моранд, священик зАнтіба. що супровджував Поліна і флот Османської імперії в 1543-44, і написав детальний звіт в Itinéraire d'Antibes à Constantinonple, 1544.

Антуан Ескалін дез Емар замінив на посаді посла Франції у Константинополі Антуана де Рінкона (1538—1541), вбитого проімперськими прихильниками. На початку 1542 року Полін успішно обговорив деталі французько-османського союзу для спільної участі в італійській війні 1542—1546 рр., при цьому Османська імперія пообіцяла направити 27 500 військ проти австрійського ерцгерцога Фердинанда Габсбурга, а також 110 галер проти імператора Карла V Габсбурга, тоді як Франція пообіцяла напасти на габсбурзьку Фландрію, здійснювати морські рейди вздовж узбережжя Іспанії і надіслати 40 галер на допомогу туркам для операцій у Леванті. Полін намагалася переконати Венецію приєднатися до цього союзу, але марно.

## Облога Ніцци та османська зимівля в Тулоні
Найбільш помітною спільною операцією в рамках франко-османська союзу була спільна облога Ніцци в 1543 р. 5 липня 1543 року Антуан Ескалін відплив на борту османського флоту Барбаросси до острова Сен-Онора на Леринських островах біля Канн, але виявив абсолютну неготовність до наступу розташованих там французьких військ. Полін терміново вирушив на зустріч з Франциском I для отримання більш боєздатної армії, що в результаті призвело до спільної франко-османської облоги Ніцци в серпні 1543. Антуан Ескалін також контролював зимівлю османського флоту у Тулоні, що відбулась відразу після облоги Ніцци.

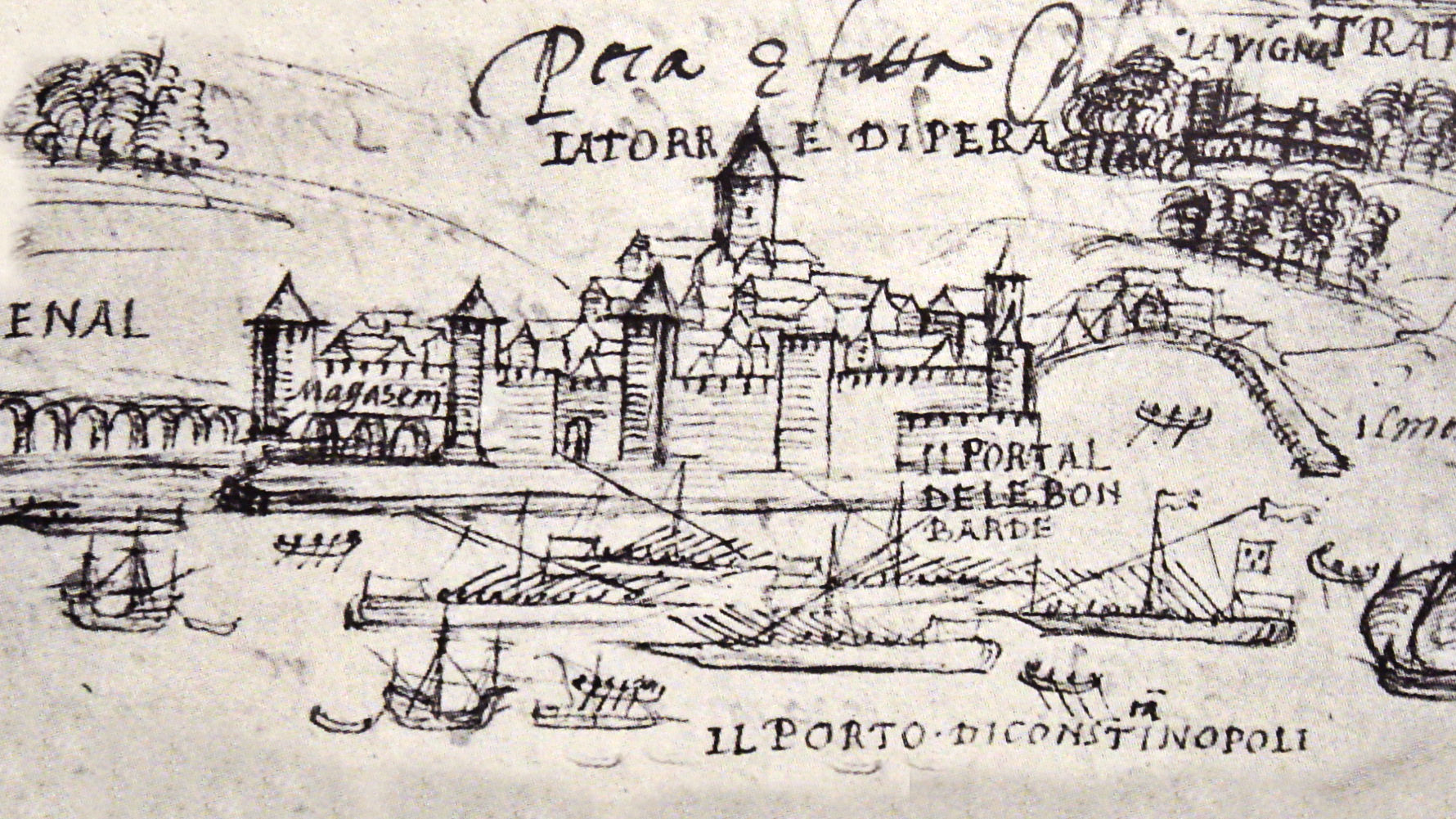
П'ять французьких галер капітана Поліна перед Перою в Константинополі в серпні 1544 р., Намальовані Жеромом Мораном (деталь вище).

Після виходу османського флоту з Тулону навесні 1544 року, п'ять французьких галер під керівництвом Поліна, у тому числі потужна галера «Реаль», супроводжували флот Барбаросси з дипломатичною місією до Сулеймана I в Стамбул. Французька флотилія супроводжувала Барбароссу під час його нападів на західне узбережжя Італії на шляху до Константинополя, під час якої було спустошено міста Порто-Ерколе, Джильо, Таламона, Ліпарі та взято близько 6000 полонених, але відокремилась на Сицилії від флоту Барбароси та надалі самостійно продовжувала своє плавання до османської столиці. Джером Моранд, священик з Антіба, який супроводжував Поліна і флот Османської імперії в 1544 році, написав докладний звіт про цю подорож — Itinéraire d'Antibes à Constantinople. Вони прибули до Константинополя 10 серпня 1544 р., щоб зустрітися з Сулейманом і повідомити йому про результати спільного походу. Полін повернулася до Тулона 2 жовтня 1544 р.

## Різанина вальденсів

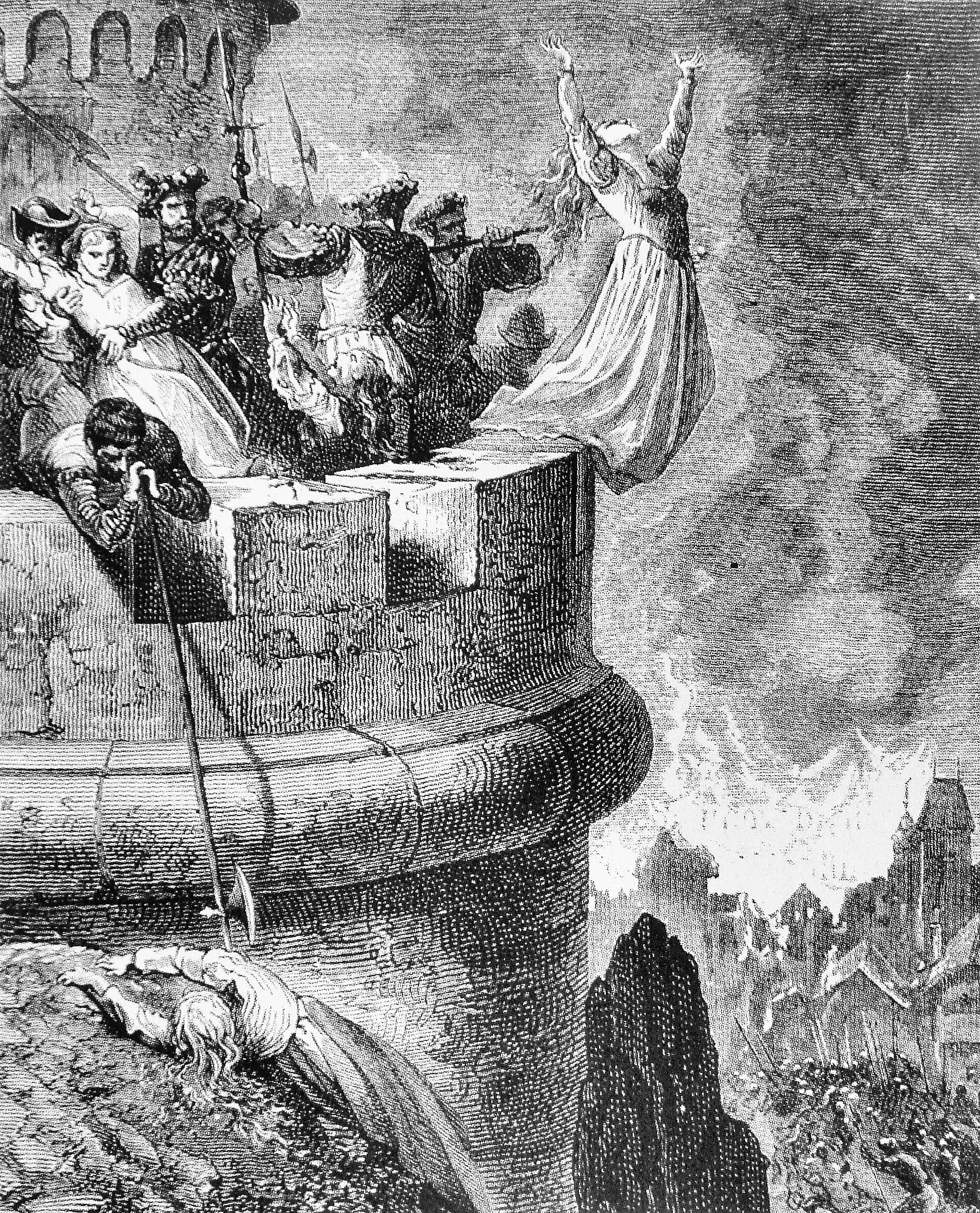
Різанина вальденсів з Мерендолі в 1545 році.

У 1545 році Антуан Ескалін дез Емар вирушив на боротьбу з англійцями в районі Булоні. Перебуваючи в Марселі в 1545 році, Полін був залучений як керівник у розправу над протестантами — вальденсами.
За межами П'ємонту вальденси приєдналися до місцевих протестантських церков у Богемії, Франції та Німеччині. Після того, як вони вийшли з підпілля та з'явились повідомлення про їх крамолу, французький король Франциск I видав 1 січня 1545 р. «Arrêt de Mérindol» і організував хрестовий похід проти вальденсів Провансу.
Лідерами розправ над вальденсами в 1545 році були Жан Мейньер, перший президент парламенту Провансу, і Антуан Ескалін дез Емар, який повертався з італійських воєн з 2000 ветеранами (Bandes de Piémont). Залежно від оцінок смертність становила від сотень до тисяч, а кілька сіл були повністю спустошені.

## Англійська кампанія

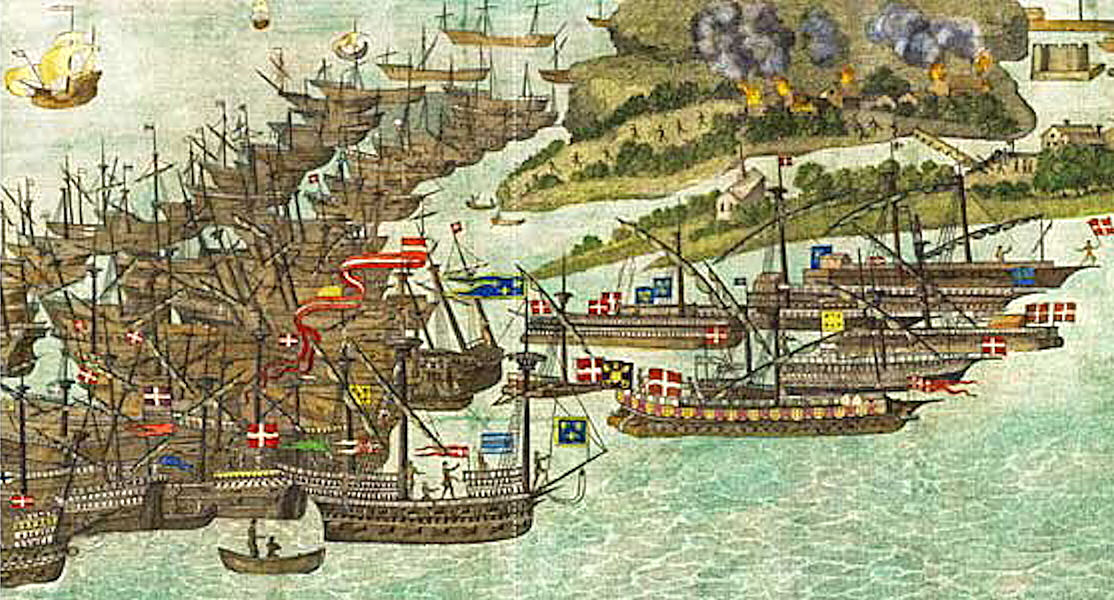
Французьке вторгнення на острів Вайт, 1545 рік

Пізніше того ж року Полін брав участь у французькому вторгненні на острів Вайт.
На посаді посла Франції в Блискучій Порті 1547 року його змінив Габріель де Луе.
1553 року Полін знову співпрацював з османським флотом у Середземному морі під час вторгнення на Корсику.
1571 року капітан Полін як командувач військового флоту Франції брав участь у конфлікті проти гугенотів у Ла-Рошелі. На чолі флоту він здійснював блокаду міста разом з Філіппо ді П'єро Строцці.